# Aramäische Sprachen
Die aramäischen Sprachen bilden eine genetische Untereinheit der semitischen Sprachen, die selbst ein Zweig des Afroasiatischen sind. Aramäisch und Kanaanäisch (dazu gehören z. B. Hebräisch und Phönizisch) sind die Hauptzweige des Nordwestsemitischen. Die Trennung des Aramäischen vom Kanaanäischen fand im Laufe der ersten Hälfte des 2. Jahrtausends v. Chr. statt. Alle aramäischen Sprachen gehen auf das Altaramäische zurück, das seit Beginn des ersten vorchristlichen Jahrtausends belegt ist.
Aus den klassischen aramäischen Sprachen entwickelten sich im Laufe der Jahrhunderte die etwa siebzehn neuaramäischen Sprachen der Gegenwart. Diese haben etwa 550.000 bis 850.000 Sprecher meist jüdischen, christlichen oder mandäischen, selten muslimischen Glaubens.
Die ursprünglichen Verbreitungsgebiete liegen im heutigen Irak, in Iran, Israel, im Libanon, Syrien und in der Türkei; in der autonomen kurdischen Region Rojava in Syrien ist es eine der Amtssprachen. Durch Migrationsprozesse (Flucht, Umsiedlung, Auswanderung) gelangten Sprecher aramäischer Sprachen zunächst nach Russland, in jüngerer Zeit vor allem nach Nord-, West- und Mitteleuropa, Nord- und Südamerika sowie Australien.
Die wissenschaftliche Untersuchung dieser Sprachgruppe wird von der Aramaistik betrieben, die an Hochschulen oft als Teil der Semitistik angesiedelt ist. Klassisches westliches Aramäisch war die Muttersprache Jesu von Nazaret.

## Klassifikation der aramäischen Sprachen
Zur Position des Aramäischen innerhalb des Semitischen siehe den Artikel semitische Sprachen.

### Sprachstufen und Sprachen
Aramäisch wird heute meist in folgende Sprachstufen und Sprachen aufgeteilt:
- Altaramäisch
  - frühes Altaramäisch (bis um 700 v. Chr.; Sfire-Stelen u. a.)
  - spätes Altaramäisch (um das 7. und 6. Jahrhundert v. Chr.; Hermopolis-Papyri)

- Reichsaramäisch
  - achämenidisches Reichsaramäisch (5. bis 3. Jahrhundert v. Chr.; Elephantine-Papyri u. a.)

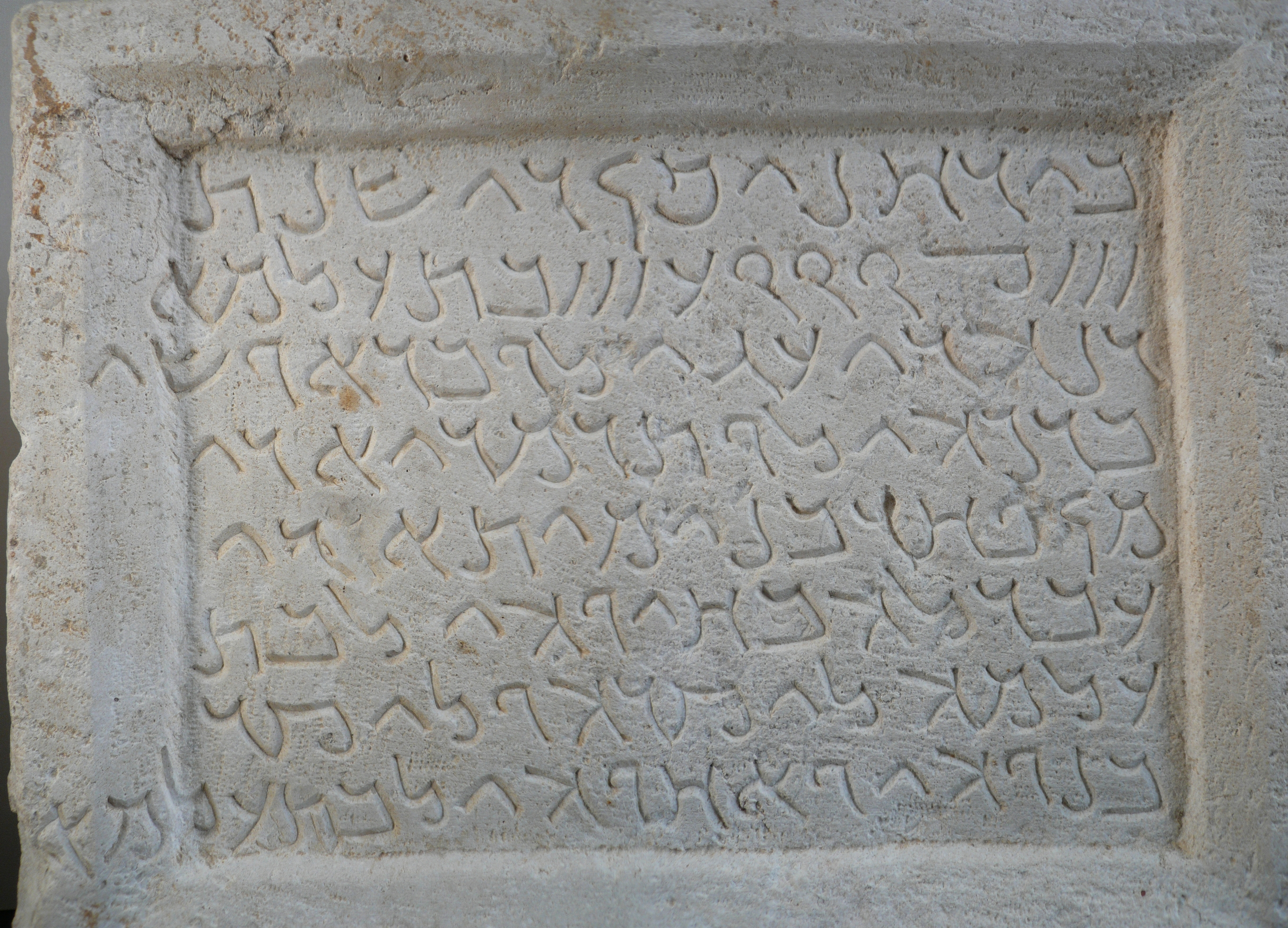
Palmyrenische Inschrift

- Mittelaramäisch (ab um 200 v. Chr.)
  - biblisches Aramäisch
  - Nabatäisch
  - Palmyrenisch
  - Hatranisch
  - Jüdisch-Mittelaramäisch (galiläische und babylonische Targumim, Teile des biblischen Buches Daniel)

- Klassisches Aramäisch
  - West
    - Jüdisch-Palästinisch (Varietäten: Targumisch, Talmud-Galiläisch)
    - Samaritanisch
    - Christlich-Palästinisch (Melkitisch)

  - Zentral
    - klassisches Syrisch (Varietäten: Ostsyrisch = Nestorianisch, Westsyrisch = Jakobitisch)

  - Ost
    - klassisches Mandäisch
    - Jüdisch-Babylonisch (Talmudisch)

- Neuaramäisch (in Klammern geschätzte Zahlen heutiger Sprecher nach Ethnologue)[10]
  - West
    - Neuwestaramäisch in Syrien (insgesamt ca. 15.000 Sprecher)[11]
      - Dialekt des überwiegend christlichen (griechisch-katholischen) Dorfes Maalula
      - Muslimische Gruppe (mit starken Einflüssen des Arabischen)
        - Dialekt von Bach’a
        - Dialekt von Ğubb’adīn

  - Ost Neuaramäische Sprachen (als Minderheitensprachen) im 19.–20. Jahrhundert (Linguarium-Karte der Lomonossow-Universität Moskau)

Christliche Gruppen (Darstellung mit Farbflächen):

Grün schraffiert: Turoyo

Hellbraun: Hertevin (Nord-Bohtan)

Hellviolett: Senaya

Hellblau: Koi-Sanjaq

Gelb: Chaldäisch

Dunkleres Blau: Zentral-Hakkari (mit West-Hakkari und Sapna-Dialekt)

Grün: Nord-Hakkari

Dunkleres Braun: Urmia

Grün unterlegte Flächen: kompaktere nordostaramäische Besiedlungen Ende 19. Jh.

Violett schraffiert (links über dem Kasten): Flüchtlingssiedlungen Anfang 20. Jh. der Chabur-Assyrer (meist Nord- und Zentral-Hakkari)

Roter Stern (in der linken oberen Ecke): Mlahso †

Jüdische Gruppen (Verweis mit Ziffern):

1 Lishana Deni, 2 Judäo-Barzani/Lishanid Janan, 3 Lishanid Noshan, 4 Lishan Didan, 5 Hulaula mit Sprecherdörfern

Gestrichelt umrandete Dörfer: mit jüdischen und christlichen Sprechern. West-Neuaramäisch, Bohtan und Neu-Mandäisch sind außerhalb des Kartenausschnittes verbreitet.

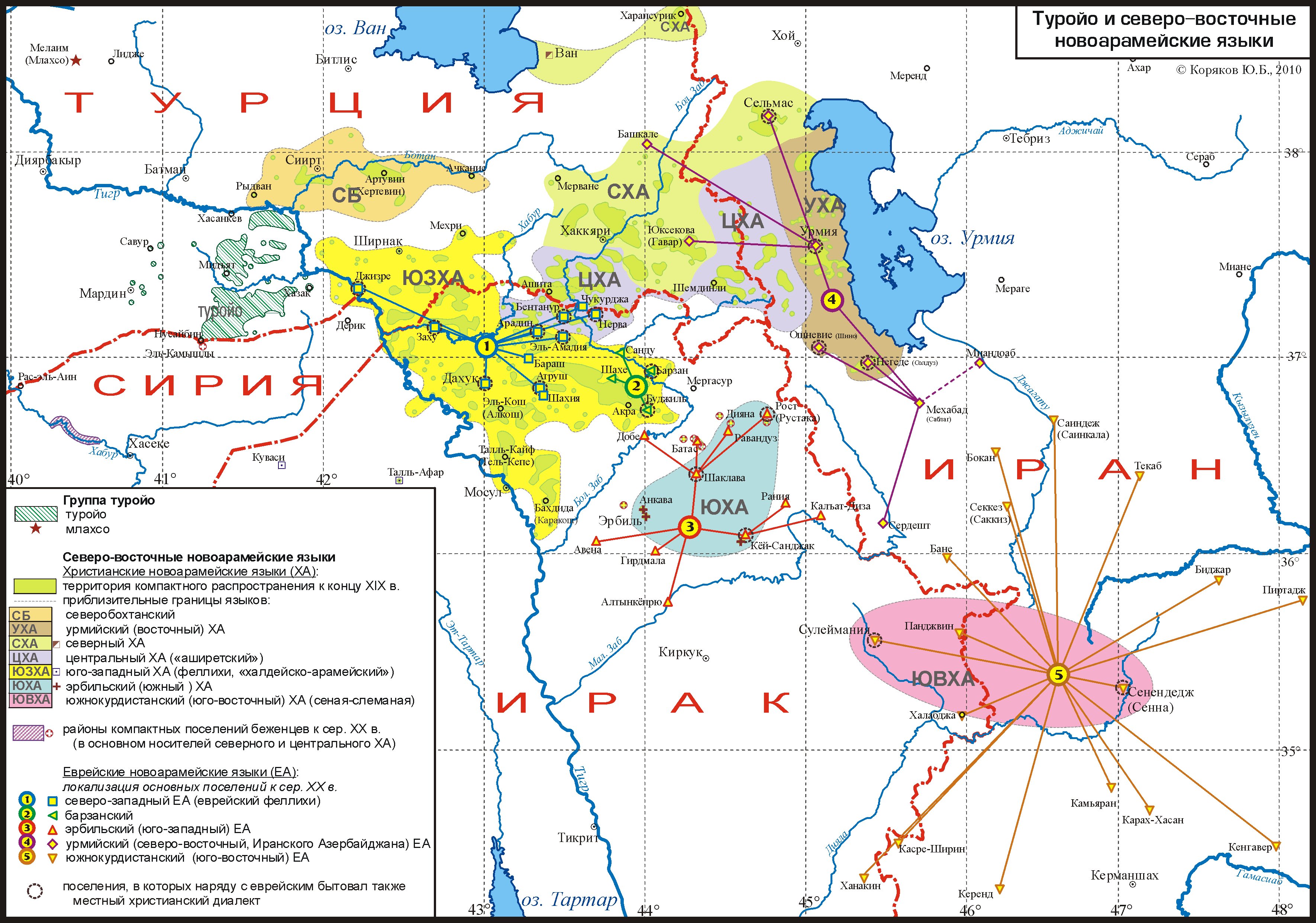
Neuaramäische Sprachen (als Minderheitensprachen) im 19.–20. Jahrhundert (Linguarium-Karte der Lomonossow-Universität Moskau)
----
Christliche Gruppen (Darstellung mit Farbflächen):
Grün schraffiert: Turoyo
Hellbraun: Hertevin (Nord-Bohtan)
Hellviolett: Senaya
Hellblau: Koi-Sanjaq
Gelb: Chaldäisch
Dunkleres Blau: Zentral-Hakkari (mit West-Hakkari und Sapna-Dialekt)
Grün: Nord-Hakkari
Dunkleres Braun: Urmia
Grün unterlegte Flächen: kompaktere nordostaramäische Besiedlungen Ende 19. Jh.
Violett schraffiert (links über dem Kasten): Flüchtlingssiedlungen Anfang 20. Jh. der Chabur-Assyrer (meist Nord- und Zentral-Hakkari)
Roter Stern (in der linken oberen Ecke): Mlahso †
----
Jüdische Gruppen (Verweis mit Ziffern):
1 Lishana Deni, 2 Judäo-Barzani/Lishanid Janan, 3 Lishanid Noshan, 4 Lishan Didan, 5 Hulaula mit Sprecherdörfern
----
Gestrichelt umrandete Dörfer: mit jüdischen und christlichen Sprechern. West-Neuaramäisch, Bohtan und Neu-Mandäisch sind außerhalb des Kartenausschnittes verbreitet.

    - Nordwest – oft auch Zentralaramäisch genannt – (meist syrisch-orthodoxe (jakobitische), seltener syrisch-katholische Christen, einige kurdische Zweitsprachler)
      - Turoyo (62.000)[12]
      - Mlahso †[13]

    -  Nordost (englisch: North-Eastern Neo-Aramaic, Abkürzung NENA)
      - Christliche Gruppe (meist chaldäische, assyrische und altassyrische Christen)
        - Assyrisch-Neuaramäisch (Nestorianisch-Neuaramäisch; Dialekte: Urmia, Nord-Hakkari und Zentral-Hakkari – Letzteres manchmal noch in Zentral- und West-Hakkari geteilt und in den Sapna-Dialekt im Gouvernement Dohuk/Nordirak) (232.300)[14]
        - Chaldäisch-Neuaramäisch (Kaldaya) (206.000)[15]
        - Hertevin (1.000)[16]
        - Bohtan (1.000)[17]
        - Koi-Sanjaq Surat (800)[18]
        - Senaya (Sanandaj) (500)[19]

      - Jüdische Gruppe (siehe auch kurdische Juden)
        - Urmiyah (Lishan Didan) (4.450)[20]
        - Sanadaj-Kerend (Hulaula) (10.350)[21]
        - Zachu-Armadiyah (Lishana Deni) (7.500)[22]
        - Arbil-Koi-Sanjaq (Lishana Noshan) (2.200)[23]
        - Bijil (Lishanid Janan, Barzani) (fast †, 0–20 Sprecher)[24]

    - Südost (siehe auch Mandäer)
      - Neu-Mandäisch (5.500)[25]

### Problematik der Einteilung
Umstritten ist vor allem die Einteilung des Neuaramäischen. Es ist zu beachten, dass die Grenzen der Sprachen Chaldäisch und Assyrisch (Letzteres ist nicht zu verwechseln mit der antiken Sprache Assyrisch, die nicht aramäisch, sondern ein Zweig des Akkadischen war) nicht exakt den Grenzen der Chaldäischen Kirche und Assyrischen Kirche entsprechen. Es gibt auch Dörfer der einen Kirche mit der jeweils anderen Sprache. In den südlicheren Ebenen sind viele chaldäische, assyrische, jakobitische, maronitische und andere Christen sowie Juden, Muslime und Mandäer teilweise schon seit Jahrhunderten zur arabischen Alltagssprache übergegangen (arabische Christen, arabische Juden usw.), nördlicher auch zu anderen Sprachen wie dem Kurdischen. Das gesprochene Neuaramäisch zog sich eher in die entlegeneren Gebirgsregionen zurück.
In der Literatur finden sich teilweise auch andere Einteilungen der neuaramäischen Sprachgruppen nach Regionen als in der obigen Liste, zum Beispiel in der Karte oben: Südost-Aramäisch (Senaya), Süd-Aramäisch (Koi-Sanjaq), Südwest-Aramäisch (Chaldäisch), Zentral-Aramäisch (Zentral-Hakkari) und Nord-Aramäisch (Nord-Hakkari).

## Entwicklung der aramäischen Sprachen

### Altaramäisch
Als Periode des Altaramäischen gilt die Zeit vom elften bis zum frühen siebten Jahrhundert v. Chr. Die ältesten bisher bekannten Dialekte des Aramäischen stammen aus dem 10. oder 9. Jahrhundert v. Chr. Es sind dies das Samʼalische von Zincirli, der Dialekt der Inschrift von Tell Fekheriye, die Dialekte des zentralsyrischen Raumes und der Dialekt von Tel Deir ‘Alla. Dabei wird das Sam’alische mitunter nicht als altaramäischer Dialekt bewertet. Das Altaramäische lässt sich in vier Dialektgruppen einteilen.
Bereits in assyrischer Zeit kam dem Aramäischen als internationaler Handels- und Diplomatensprache große Bedeutung zu. In dieser Zeit entstand aus den altaramäischen Dialekten das Reichsaramäische. Neuassyrische Reliefs zeigen nebeneinander Schreiber, die mit einem Griffel auf Tontafeln schreiben, sich also vermutlich der akkadischen Sprache bedienten (in Keilschrift), und Schreiber mit Schriftrollen, die aramäische Texte verfassen. Aramäische Inschriften des 7. Jahrhunderts v. Chr. sind zum Beispiel aus Zincirli und Nerab in Nordsyrien/Südostanatolien bekannt. Eine aramäische Inschrift aus Tappeh Qalayci bei Bukan in Westiran zeigt, wie weit nördlich die Sprache bereits im 8. oder 7. Jahrhundert verbreitet war. Weiter im Osten tragen noch einige sogenannte Luristan-Bronzen aramäische Inschriften. Sie stammen vielleicht aus dem 8. Jahrhundert, die Datierung ist jedoch ohne stratifizierbare Funde schwierig.

### Reichs- und Mittelaramäisch

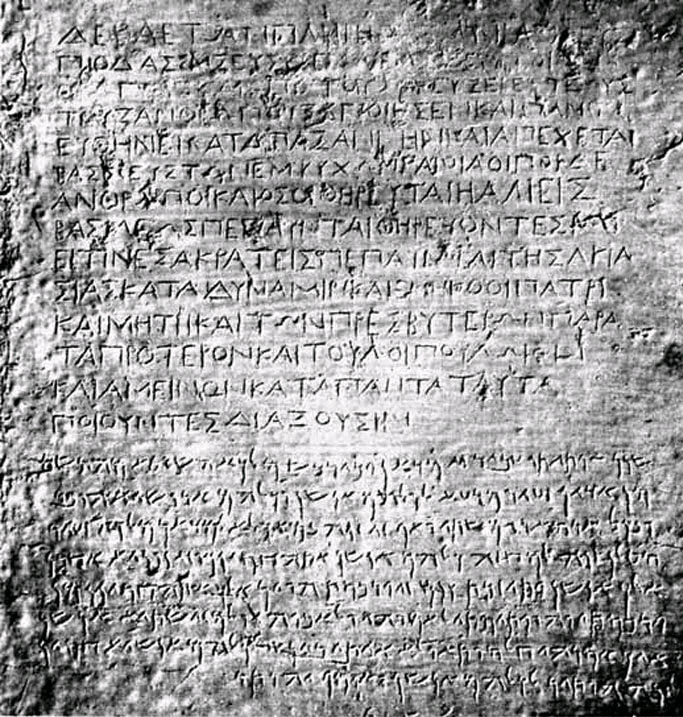
Inschrift eines der Edikte des Ashoka aus der Nähe von Kandahar in griechischer Sprache und Schrift (oben) und reichsaramäischer Sprache und Schrift (unten). Nachdem das indische Maurya-Reich Ostteile des früheren Perserreiches erobert hatte, verwendete es das seit dem Perserreich etablierte Reichsaramäisch und das seit dem Hellenismus verbreitete Griechisch als regionale Schriftsprachen weiter.

Im mehrsprachigen Perserreich wurde Aramäisch unter der Herrschaft der Achämeniden zu einer der überregionalen Reichssprachen (Kanzleisprachen des Königshofes und der Verwaltung des achämenidischen Großkönigs), neben Altpersisch, Elamisch und Babylonisch, und dabei die einzige der vier Reichssprachen, die nicht mit Keilschrift in Ton geritzt, sondern mit Tinte auf Papyrus oder Pergament geschrieben wurde. Diese besonders standardisierte und vereinheitlichte Variante des Aramäischen wird deshalb Reichsaramäisch genannt.
Während die meisten Papyri auf Reichsaramäisch heute nicht mehr erhalten sind (bis auf die Elephantine-Papyri und einige weitere Beispiele aus dem trockenen Wüstenklima Oberägyptens), sind Inschriften auf Reichsaramäisch aus dem gesamten Gebiet des Achämenidenreiches von Kleinasien und Ägypten bis zum Indus bis in nachachämenidische Zeit verbreitet.
Als früheste verbreitete Alphabetschrift mit Tinte auf Papyrus im Norden, Osten und Süden des Reiches hatte die vereinheitlichte reichsaramäische Schrift großen Einfluss auf die Bildung von Alphabetschriften in Kaukasien (etwa georgische Schrift oder armenische Schrift), in Mittelasien (Pahlavi-Schrift, sogdische Schrift u. a.), in Indien (Brahmi-Schrift, Kharoshthi-Schrift u. a.) und auf der Arabischen Halbinsel (nabatäische Schrift, aus der die arabische Schrift entstand), deren frühe Varianten nach dem Vorbild der reichsaramäischen Schrift entwickelt wurden und die ihr anfangs noch sehr ähnelten (vgl. Genealogie der von der protosinaitischen Schrift abgeleiteten Alphabete). Neben seiner Rolle als eine der Kanzlei- und Reichssprachen entwickelte sich Reichsaramäisch stärker als die drei anderen Reichssprachen auch zur Verkehrssprache („lingua franca“) im Alltag des Achämenidenreiches.

Verbreitung der semitischen Sprachen um 500 v. Chr.

Das hohe Ansehen des Reichsaramäischen als Reichssprache und seine Bekanntheit als Verkehrssprache beschleunigte wahrscheinlich den Prozess, in dem Aramäisch ältere Sprachen des Fruchtbaren Halbmondes, besonders Hebräisch, Phönizisch und Babylonisch verdrängte und schließlich ganz ersetzte. Die Phase des Reichsaramäischen vom 5. bis 3. Jahrhundert v. Chr. war auch die besonders schriftsprachlich am stärksten vereinheitlichte Entwicklungsstufe des Aramäischen. In den folgenden 2200 Jahren bilden sich in mittel- und klassisch-aramäischer Zeit wieder zunehmende dialektale Unterschiede, die sich in neuaramäischer Zeit so weit auseinanderentwickelten, dass sie teilweise gegenseitig kaum verständlich oder unverständlich werden und deshalb in der Linguistik als separate Sprachen klassifiziert werden.
Seine Bedeutung spiegelt sich auch im Tanach, der hebräischen Bibel, wider, wo einige spät entstandene Textpassagen in aramäischer Sprache verfasst sind. Die mittelaramäischen Passagen der Bücher Daniel und Esra sind jedoch nicht im selben Dialekt gehalten, weshalb biblisches Aramäisch (früher auch als Chaldäisch bezeichnet) von Paul V. M. Flesher und Bruce D. Chilton als Fehlbezeichnung kritisiert wird. Holger Gzella hingegen schreibt, die aramäischsprachigen Teile des Tanachs böten „ihrer sprachlichen Gestalt nach ein größtenteils einheitliches Bild: Die Gemeinsamkeiten zwischen Daniel und Esra wiegen schwerer als die durchaus vorhandenen Differenzen“. Das biblisch-aramäische Korpus stehe „dem Reichsaramäischen nahe genug, um eine Behandlung zusammen mit ihm zu rechtfertigen“, unterscheide sich aber deutlich genug von diesem, „um ihm nicht gänzlich subsumiert zu werden“.
Da das Hebräische in der zweiten Hälfte des 1. Jahrtausends v. Chr. die Schriftzeichen des Aramäischen übernommen hat („Quadratschrift“), werden im Judentum beide Sprachen in derselben Schrift aus 22 Konsonantenzeichen geschrieben, und diese alte Form des aramäischen Alphabets wird gemeinhin als hebräische Schrift bezeichnet. Auch wird das Aramäische neben dem Hebräischen als Sprache der jüdischen Tradition empfunden; so sind die beiden Talmudim in jüdisch-aramäischen Dialekten niedergeschrieben. Andere Dialekte des Aramäischen wie das Palmyrenische, Nabatäische, Syrische etc. entwickelten eigene Schriftformen (siehe Nabatäische Schrift, Syrisches Alphabet).
Aus Tayma in Arabien sind aramäische Inschriften bekannt, die um 500 v. Chr. datieren. Auch im Gebiet der Nabatäer wurden zahlreiche aramäische Inschriften gefunden, ebenso auf dem Sinai. Aus parthischer Zeit stammen zahlreiche Ostraka in aramäischer Sprache aus Nisa in Turkmenistan. Dabei handelt es sich vor allem um Wirtschaftstexte, Bestellungen der Palastküche.
In Palästina verdrängte das Aramäische das Hebräische. Zur Zeit Jesu wurde dort überwiegend Aramäisch gesprochen, und Aramaismen im griechischen Neuen Testament, zum Beispiel Abba, Golgota und Maranatha, zeigen, dass Aramäisch wahrscheinlich auch die Sprache Jesu und seiner Gemeinde war. Auch zahlreiche Texte, die in Qumran gefunden wurden, sind, wie oben erwähnt, in aramäischer Sprache verfasst. Um die Zeitenwende war Aramäisch neben der griechischen Koine die allgemein gebrauchte Verkehrssprache des Nahen Ostens.

### Klassisches Aramäisch

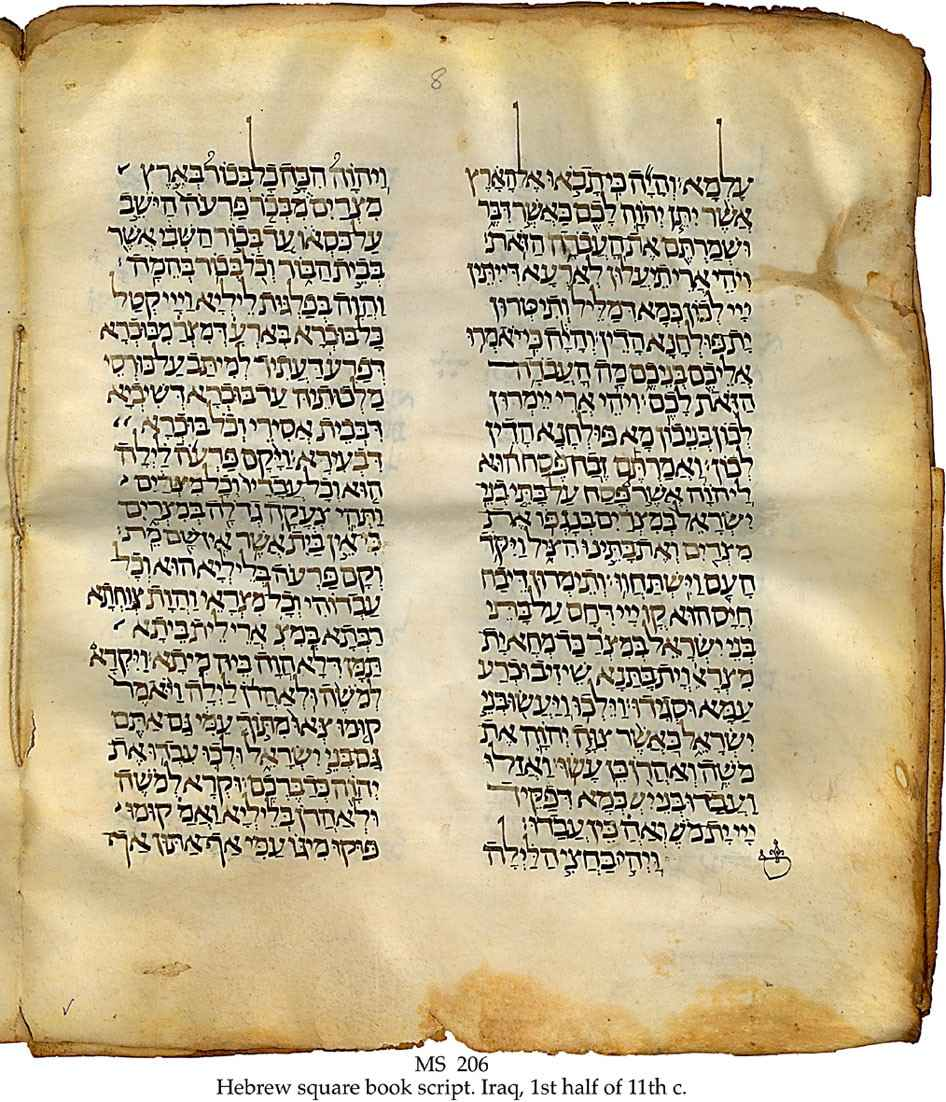
Zweisprachige Bibel, 11. Jh.: hebräische Verse (Leseabschnitt Bo) jeweils mit aramäischer Übersetzung nach dem Targum Onkelos.

Die ab dem zweiten oder dritten Jahrhundert nachweisbaren späteren Targumim (jüdische Bibel-Übersetzungen ins Aramäische für den Synagogalgebrauch) und der Jerusalemer Talmud (palästinischer Talmud) dokumentieren das jüdisch-palästinische Aramäisch (galiläisches Aramäisch). Dieses Aramäisch gehört wie das christlich-palästinische und das Samaritanische zum westaramäischen Sprachzweig.
Daneben steht das Ostaramäische, das in folgenden Sprachformen belegt ist:
- Syrisch, das zu den am besten dokumentierten Formen des Aramäischen zählt,[46][47] Beispiele sind die Peschitta (christlich-aramäische Bibelübersetzung) und Schriften der syrischen Kirchenväter
- Jüdisch-Babylonisch (die Sprache der Gemara im babylonischen Talmud, der geonischen Literatur sowie zahlreicher Zauberschalen)[36]
- Mandäisch[48]

Ein Merkmal des östlichen Zweiges ist beispielsweise das Präfix der 3. Person Maskulinum (Singular und Plural), l- beziehungsweise n- statt y-. Im Mandäischen und Syrischen ist es ausschließlich n-, im Jüdisch-Babylonischen alternieren beide Varianten. Im Jüdisch-Palästinischen Aramäisch hingegen tritt n- statt y- nur im Plural Maskulinum auf, im Singular hat sich das ältere y- erhalten.

### Mittelalterliches und Neuaramäisch

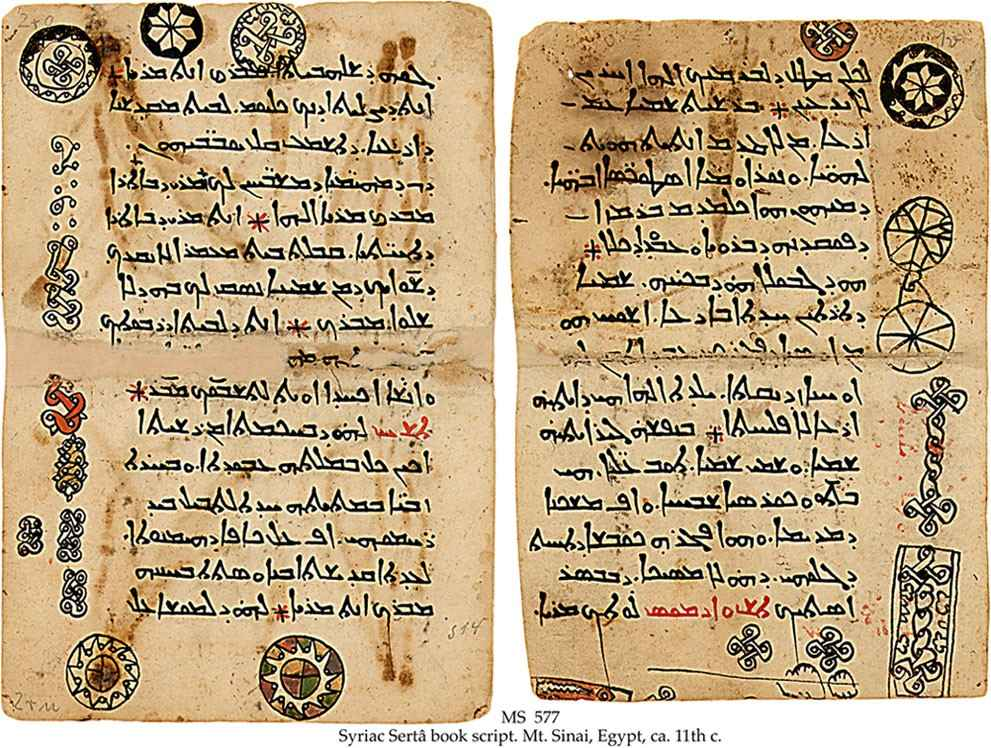
Verzierte syrisch-aramäische Handschrift aus der Sammlung des Katharinenklosters am Sinai, 11. Jh.

Mit der Ausbreitung des Islams wurde das Aramäische zunehmend vom Arabischen und anderen Sprachen (Persisch, Kurdisch, Türkisch, Aserbaidschanisch) verdrängt.
Innerhalb des Judentums wurde Aramäisch in gelehrten Kreisen weiterhin verwendet, unter anderem für Werke wie den Zohar. Benjamin von Tudela, der Kurdistan im mittleren 12. Jahrhundert bereiste, berichtete, dass die dort ansässigen Juden Aramäisch sprachen. Vom Ende der Zeit der Geonim bis zur „Wiederentdeckung“ des gesprochenen Aramäisch durch Europäer, die im 17. Jahrhundert Kurdistan bereisten, gibt es jedoch nur wenige Zeugnisse.
Während das gesprochene Aramäisch besonders in westlichen und südlichen Gebieten seit dem Mittelalter immer weiter zurückgedrängt wurde, blieben im Syrischen Christentum aramäische Sprachformen noch lange die Sakralsprache und die Schriftsprache (siehe auch Aramäische Diglossie). Mit der Zeit wurde das Aramäische auch als Schriftsprache seltener. Später wurde es als Sakralsprache in einigen westlichen Kirchen neben das Arabische gestellt.
Die Verfolgung der christlichen Suroye/Suraye (auch bekannt als Assyrer, Aramäer oder Chaldäer) und die demographische Ausdünnung der aramäischen Sprachinseln im Osmanischen Reich durch Auswanderung, teils durch Flucht oder aus politischen Gründen, teils aus wirtschaftlichen, setzte bereits im 19. Jahrhundert ein. Aramäischsprachige Christen emigrierten zuerst nach Russland, danach bis in die Gegenwart auch in westliche Länder, den Libanon oder Jordanien. Das Gedankengut nationalistischer Übergriffe lieferte das infolge des Kolonialismus vordringende westliche Konzept vom homogenen Nationalstaat. Sie steigerten sich schließlich in den Völkermord an den Assyrern und Aramäern und den an den Armeniern, von dem vor allem nördliche und östliche aramäische Sprachinseln betroffen waren, weniger die im heutigen Irak. Um 1915 lebten noch weit über 100.000 christliche Assyrer/Aramäer allein in Ostanatolien; heute sind es in der gesamten Türkei wahrscheinlich nur noch einige Tausend. Einzelne Rückwanderungen nach Ende des kurdischen Konfliktes in Südostanatolien werden von der Stabilität und Rechtssicherheit in der Region abhängen. Seit 1997 ist der Unterricht der aramäischen Sprache in der Türkei durch behördlichen Erlass verboten. Durch die Unruhen im Irak und den Bürgerkrieg in Syrien sind in der Gegenwart v. a. die Menschen südlicher aramäischer Sprachinseln wegen der Ausbreitung des IS stark bedroht.

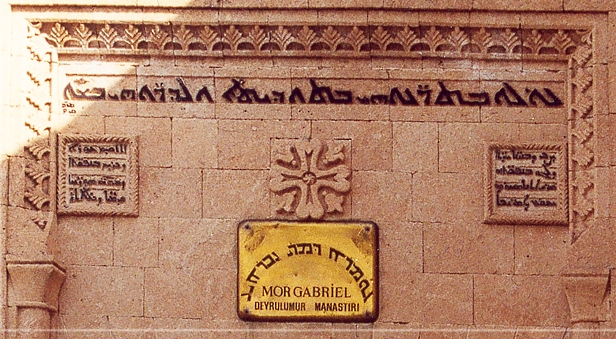
Aramäischer Text über der Pforte des Klosters Mor Gabriel im Tur Abdin im Südosten der Türkei

Die heutigen neuaramäischen Sprachen und Dialekte sind hauptsächlich in Kurdistan, also im Südosten der Türkei, dem nördlichen Irak und dem Nordosten Syriens erhalten, außerdem wird Aramäisch auch von Juden und Assyrern im westlichen Iran gesprochen. Im Gegensatz zu den Juden, von denen einige sich in Israel neu etablieren konnten, ist einem Großteil der Assyrer der Erhalt ihrer Kultur, Geschichte und Sprache in der über viele Länder verteilten Diaspora erschwert. Eine dieser ostaramäischen Sprachen ist Turoyo. Doch scheint diese Schätzung infolge der Umwälzungen im Irak und der repressiven Religions- und Minderheitenpolitik in der Türkei, den Hauptsiedlungsgebieten der Assyrer (auch bekannt als Aramäer oder Chaldäer), zu hoch gegriffen. Eine letzte Enklave des gesprochenen Neuwestaramäischen sind das christliche Dorf Maalula und zwei benachbarte muslimische Dörfer im Antilibanon-Gebirge auf syrischer Seite.
Die jüdischen Sprecher des Aramäischen sind fast alle nach Israel ausgewandert. In Israel gibt es einige Siedlungen und Stadtviertel, in denen Aramäisch noch Umgangssprache jüdischer Gruppen aus Kurdistan (Nordirak) ist, nach Ethnologue einige Viertel im Raum Tel Aviv und Jerusalem (darunter auch in der Nähe der Hebräischen Universität) und in Mewasseret Zion. Jeschiwa-Schülern jedoch wird meist keine Grammatik und kein Wortschatz beigebracht, stattdessen lernen sie Aramäisch meist nur noch im talmudischen Kontext auswendig, weshalb sie laut eines Experiments in Cambridge den Talmud nicht eigenständig lesen können.
Im Süden des Irak und Südwesten Irans gibt es noch einige tausend Angehörige der Religionsgemeinschaft der Mandäer, die die neumandäische Sprache sprechen. Für Iran selbst schätzt die Encyclopædia Iranica noch ca. 24.500 assyrische und 30.000 chaldäische Christen und ca. 500 Mandäer, wobei nicht klar ist, wie viele noch aramäische Sprachformen verwenden.
Von einigen Regionen im Nahen Osten abgesehen, werden die neuaramäischen Sprachen heute wohl vor allem von Menschen gesprochen, die in der Diaspora in Australien, den USA, Europa und der ehemaligen Sowjetunion leben. Mindestens 100.000 aramäischsprachige Christen sollen seit dem Zusammenbruch des Regimes Saddam Husseins aus dem Irak emigriert und nach Jordanien, West- und Mitteleuropa sowie Amerika geflohen sein. Das moderne Aramäisch gilt als vom Aussterben bedroht unter anderem aufgrund der sprachlichen Assimilation sowohl aus dem Nahen Osten auswandernder als auch sich sprachlich dem Umland anpassender Familien, der oft fehlenden Vermittlung der Sprachen an die Nachkommen sowie des syrischen Bürgerkriegs.

## Schrift
Die ursprüngliche aramäische Schrift ist eine von rechts nach links geschriebene Konsonantenschrift. Vokale werden an einigen Stellen durch matres lectionis angezeigt, also Buchstaben, die mitunter nicht als Konsonanten, sondern als ihnen phonetisch ähnliche Vokale zu lesen sind. Für einige Schriften aramäischen Ursprungs wurden Vokalisationssysteme entwickelt.
Die Quadratschrift, die vermutlich seit dem babylonischen Exil von Juden anstelle der althebräischen Schrift genutzt wird, findet nicht nur bei hebräischen und jüdisch-aramäischen Texten Verwendung, sondern allgemein bei jüdischen Sprachen. Texte in Quadratschrift werden gelegentlich nach dem durch den masoretischen Text bekannten tiberiensischen beziehungsweise tiberischen System, das sich gegenüber dem palästinischen und dem Babylonischen Vokalisationssystem durchsetzte, vokalisiert, meist wird diese Schrift jedoch ohne Vokalzeichen geschrieben. Für das samaritanische Aramäisch fand die auf der althebräischen basierende samaritanische Schrift Verwendung.
Weitere aramäische Schriften sind die nabatäische (aus der die arabische hervorging), die palmyrenische, die hatranische, die edessenische (aus der das syrische Alphabet hervorging) und die bis heute verwendete mandäische Schrift. Die syrische Kursive, also im syrischen Christentum verwendete Weiterentwicklungen des syrischen Alphabets, existiert in drei verschiedenen Formen: die westsyrische Esṭrangelā und Serṭō und einer dritten, mit der Assyrischen Kirche des Ostens assoziierten Form, die ostsyrische oder nestorianische Schrift. Bei einem Großteil der Konsonanten hängt die Form von ihrer Position (unverbunden, Wortanfang, -mitte oder -ende) ab. Es existieren zwei Vokalisationssysteme. Die syrische Schrift wird heute auch für christliche neuaramäische Sprachen verwandt, die nicht zwingend direkte Nachfolger der syrischen Sprache sind.

## Aramaistik
Nach dem Zweiten Weltkrieg blühte die Aramaistik auf. Zu den wichtigsten Funden dieser Zeit zählt die Trilingue vom Letoon, eine in aramäischer, altgriechischer und lykischer Sprache beschriftete Stele, die erheblich zum Verständnis des Reichsaramäischen beitrug.

## Aramäisch in der Populärkultur
Von Sprechern und Wissenschaftlern abgesehen, wird Aramäisch oft fälschlich den toten Sprachen zugeordnet oder ist Menschen außerhalb dieser Kreise völlig unbekannt.
Mit dem Aramäischen kamen viele Nichtsprecher durch Mel Gibsons Spielfilm Die Passion Christi von 2004 in Kontakt. Der Film wurde unter anderem für die Verwendung des Lateinischen statt des Griechischen als lokale Sprache und die negative Darstellung der Juden sowie das im Film gesprochene Aramäisch und die verfälschenden Untertitel kritisiert. Das Gemisch, aus dem das im Film gesprochene Aramäisch besteht, enthält diverse Grammatikfehler.
Im Jahr 2014 brachten in der Schweiz 32 private Radiosender ihren Hörern Aramäisch bei. Diese wurden in den Werbeblocks aufgefordert, sich den Satz Schlomo, aydarbo hat? („Hallo, wie geht es dir?“) zu merken. Im Rahmen der Kampagne, hinter der „das Gros der Schweizer Privatradios und der nationale Radiovermittler swiss radioworld AG“ stecken, wurde Aramäisch „kurzerhand zur fünften Landessprache erklärt“. Hierbei wurde mit der aramäischen Gemeinschaft der Schweiz zusammengearbeitet.

### Sprachübergreifend
- Klaus Beyer: Einleitung. In: Klaus Beyer: Die aramäischen Texte vom Toten Meer. Aramaistische Einleitung, Text, Übersetzung, Deutung, Grammatik/Wörterbuch, deutsch-aramäische Wortliste, Register. Vandenhoeck & Ruprecht, Göttingen 1984, ISBN 3-525-53571-6, S. 20–153 (Abriss der Sprachgeschichte von der Antike bis zur Moderne, geschrieben von einem der führenden Semitisten der Gegenwart).
- Stuart Creason: Aramaic. In: Roger D. Woodard (Hrsg.): The Cambridge Encyclopedia of the World’s Ancient Languages. Cambridge University Press, Cambridge u. a. 2004, ISBN 0-521-56256-2, S. 391–426.
- Joseph A. Fitzmyer, Stephen A. Kaufman (Hrsg.): An Aramaic Bibliography. Band 1: Old, Official and Biblical Aramaic. Johns Hopkins University Press, Baltimore MD u. a. 1992, ISBN 0-8018-4312-X.
- Holger Gzella, Margaretha L. Folmer (Hrsg.): Aramaic in its Historical and Linguistic Setting (= Akademie der Wissenschaften und der Literatur, Mainz. Veröffentlichungen der Orientalischen Kommission. Bd. 50). Harrassowitz, Wiesbaden 2008, ISBN 978-3-447-05787-5.
- Holger Gzella: A Cultural History of Aramaic: From the Beginnings to the Advent of Islam (= Handbuch der Orientalistik). Brill, 2015, ISBN 978-90-04-28509-5, ISSN 0169-9423 (englisch).
- Holger Gzella: Aramäisch. Weltsprache des Altertums. Eine Kulturgeschichte von den neuassyrischen Königen bis zur Entstehung des Islams. C.H. Beck, München 2023, ISBN 978-3-406-79348-6, Rezension.[98]
- Jürg Hutzli: Aramäisch. In: Michaela Bauks, Klaus Koenen, Stefan Alkier (Hrsg.): Das wissenschaftliche Bibellexikon im Internet (WiBiLex), Stuttgart, 2006 ff.
- Otto Jastrow: The Neo-Aramaic Languages. In: Robert Hetzron (Hrsg.): The Semitic Languages. Routledge, London u. a. 1997, ISBN 0-415-05767-1.
- Stephen A. Kaufmann: Aramaic. In: Robert Hetzron (Hrsg.): The Semitic Languages. Routledge, London u. a. 1997, ISBN 0-415-05767-1.
- Franz Rosenthal (Hrsg.): An Aramaic Handbook (= Porta linguarum Orientalium. NS Bd. 10, ZDB-ID 1161698-2). Zwei Bände (gesamt vier Teile). Harrassowitz, Wiesbaden 1967.

### Einzelne Perioden und Sprachen
- Klaus Beyer: Die aramäischen Inschriften aus Assur, Hatra und dem übrigen Ostmesopotamien. (Datiert 44 v. Chr. bis 238 n. Chr.). Vandenhoeck und Ruprecht, Göttingen 1998, ISBN 3-525-53645-3.
- Rainer Degen: Altaramäische Grammatik der Inschriften des 10.–8. Jh. v. Chr. (= Abhandlungen für die Kunde des Morgenlandes 38, 3, ISSN 0567-4980). Steiner, Wiesbaden 1969.
- Volker Hug: Altaramäische Grammatik der Texte des 7. und 6. Jh.s v. Chr. (= Heidelberger Studien zum alten Orient. Bd. 4). Heidelberger Orientverlag, Heidelberg 1993, ISBN 3-927552-03-8 (Zugleich: Heidelberg, Universität, Dissertation, 1990).
- Rudolf Macuch: Grammatik des samaritanischen Aramäisch (= Studia Samaritana. Bd. 4). de Gruyter, Berlin u. a. 1982, ISBN 3-11-008376-0.
- Christa Müller-Kessler: Grammatik des Christlich-Palästinisch-Aramäischen. Band 1: Schriftlehre, Lautlehre, Formenlehre (= Texte und Studien zur Orientalistik. Bd. 6, 1). G. Olms, Hildesheim u. a. 1991, ISBN 3-487-09479-7 (= Freie Universität Berlin, Dissertation, 1988).
- Theodor Nöldeke: Kurzgefaßte syrische Grammatik. Nachdruck der Ausgabe Leipzig 1898 mit Anhang von Anton Schall. Wissenschaftliche Buchgesellschaft, Darmstadt 1977, ISBN 3-534-00434-5.
- Theodor Nöldeke: Mandäische Grammatik. Nachdruck der Ausgabe Halle an der Saale 1875 mit Anhang von Anton Schall. Wissenschaftliche Buchgesellschaft, Darmstadt 1964.
- Stanislav Segert: Altaramäische Grammatik. 4., unveränd. Auflag. Verlag Enzyklopädie, Leipzig 1990, ISBN 3-324-00123-4.
- Michael Waltisberg: Syntax des Ṭuroyo (= Semitica Viva 55). Harrassowitz, Wiesbaden 2016, ISBN 978-3-447-10731-0.